# La Membrolle-sur-Longuenée
La Membrolle-sur-Longuenée är en kommun i departementet Maine-et-Loire i regionen Pays de la Loire i nordvästra Frankrike. Kommunen ligger i kantonen Angers-Nord som tillhör arrondissementet Angers. År 2018 hade La Membrolle-sur-Longuenée 2 037 invånare.

## Befolkningsutveckling
Antalet invånare i kommunen La Membrolle-sur-Longuenée
| Referens: INSEE |